# 尼子豐久
尼子豐久，生年不詳，卒於天文23年11月2日（1554年11月26日），尼子國久的次男，上有一名兄長尼子誠久、下有諸弟尼子敬久。
尼子豐久份屬新宮黨的成員，據「自尊上人江御奉加目録」所載，其權力在一門中排在第四位，隨父兄轉戰各處，1524年毛利氏內部毛利元就、相合元綱兄弟相爭時，相合元綱便以迎入尼子豐久為婿養子的條件換取尼子家的支持，但最後他仍是以失敗告終。
1546年6月伯耆豪族南條宗勝聯合因幡山名氏重臣武田國信起兵6000攻陷尼子方的河口城，尼子晴久聞訊後便派遣新宮黨的尼子國久及豐久帶兵6000進入伯耆，尼子國久在橋津川西岸布陣，戰役中尼子豐久率700人猛攻，雖切入武田國信軍，卻反被其兵士放箭射殺。然而豐久的死卻也激起尼子國久的憤怒，擊破武田國信軍